# Památník Velkého útěku 1944
Památník Velkého útěku 1944 nazývaný také Památník Na připomínku utečenců nebo Matka s dcerou, estonsky např. Suurpõgenemise mälestusmärk nebo Ema tütrega, je památník z bronzu a bludného balvanu na pláži Puise na pobřeží Muhuského průlivu Baltského moře ve vesnici Puise, v obci Puise küla na poloostrově Puise v národním parku Matsalu (Matsalu rahvuspark) v kraji Läänemaa v Estonsku.

## Historie a popis památníku
Památník připomíná Velký útěk, tj. smutnou událost druhé světové války, kdy na přelomu léta a podzimu 1944 lidé utíkali z Estonska nejčastěji do neutrálního Švédska. Důvodem byl strach z přicházející Rudé armády. Hromadný exodus vyvrcholil ve dnech 19. až 23. září a mnoho lidí dorazilo na pobřeží kraje Läänemaa v naději, že najdou způsob jak uniknout. Celkem z Estonska uprchlo asi 80 000 lidí, z nichž více než 5 000 cestou zemřelo. Památník byl odhalen v roce 2019 a bronzová plastika byla na žulový balvan instalovaná o rok později. Autorem plastiky je estonský sochař Aivar Simson (*1959), zde vystupující pod uměleckým jménem Seaküla Simson. Plastika představuje sousoší matky a dcery. Matka vede dceru za ruku a v levé ruce drží malé zavazadlo. Dcera drží v levé ruce hračku – plyšového medvídka. Matka se dívá na moře v touze odejít a dcera se dívá na matku a moře. Idea matky s dítětem čekající na loď vzešla od paní Heidi Ivask, která se svou matkou byla jednou z mnoha, kteří čekali na loď na pláži Puise.

## Další informace
U památníku jsou také lavičky k posezení a informační tabule. Místo se nachází u silnice/turistické trasy a je celoročně volně přístupné. V blízkosti se nachází rozhledna a knihovna v Puise.

## Galerie

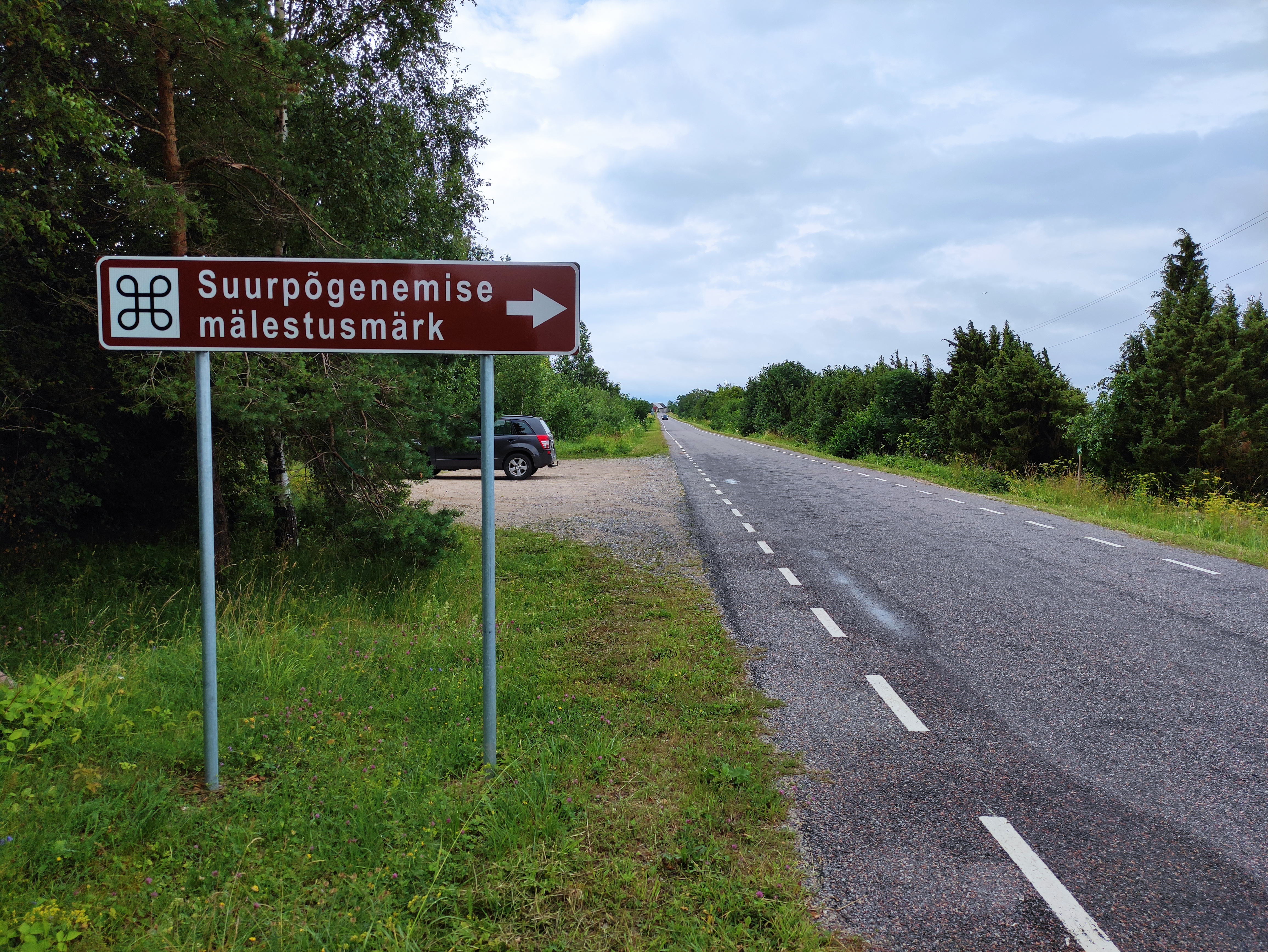
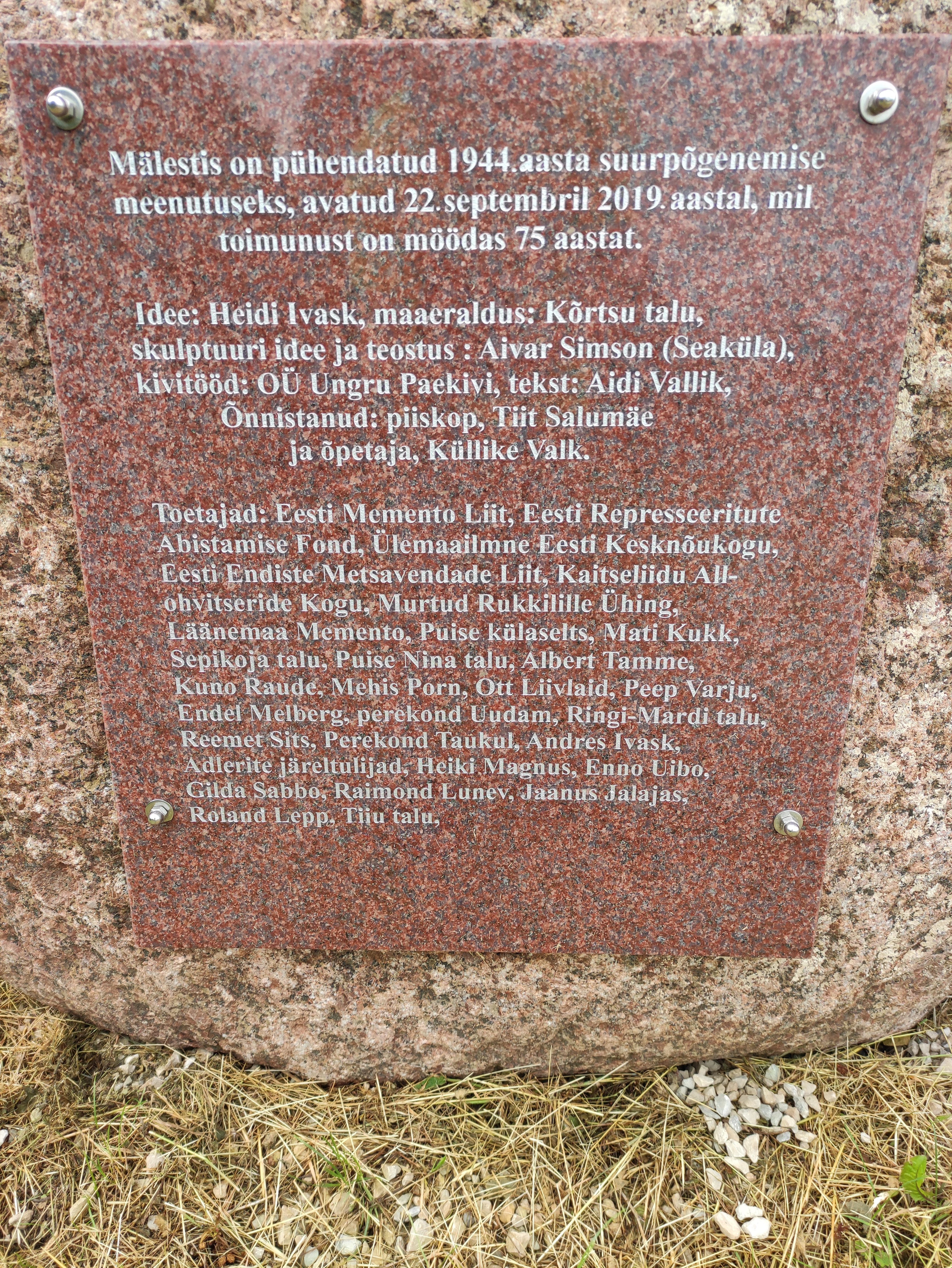